# 臺中市立霧峰農業工業高級中等學校
臺中市立霧峰農業工業高級中等學校（簡稱霧峰農工、霧農），是一所位於臺灣臺中市霧峰區的市立技術型高級中等學校。

## 校史

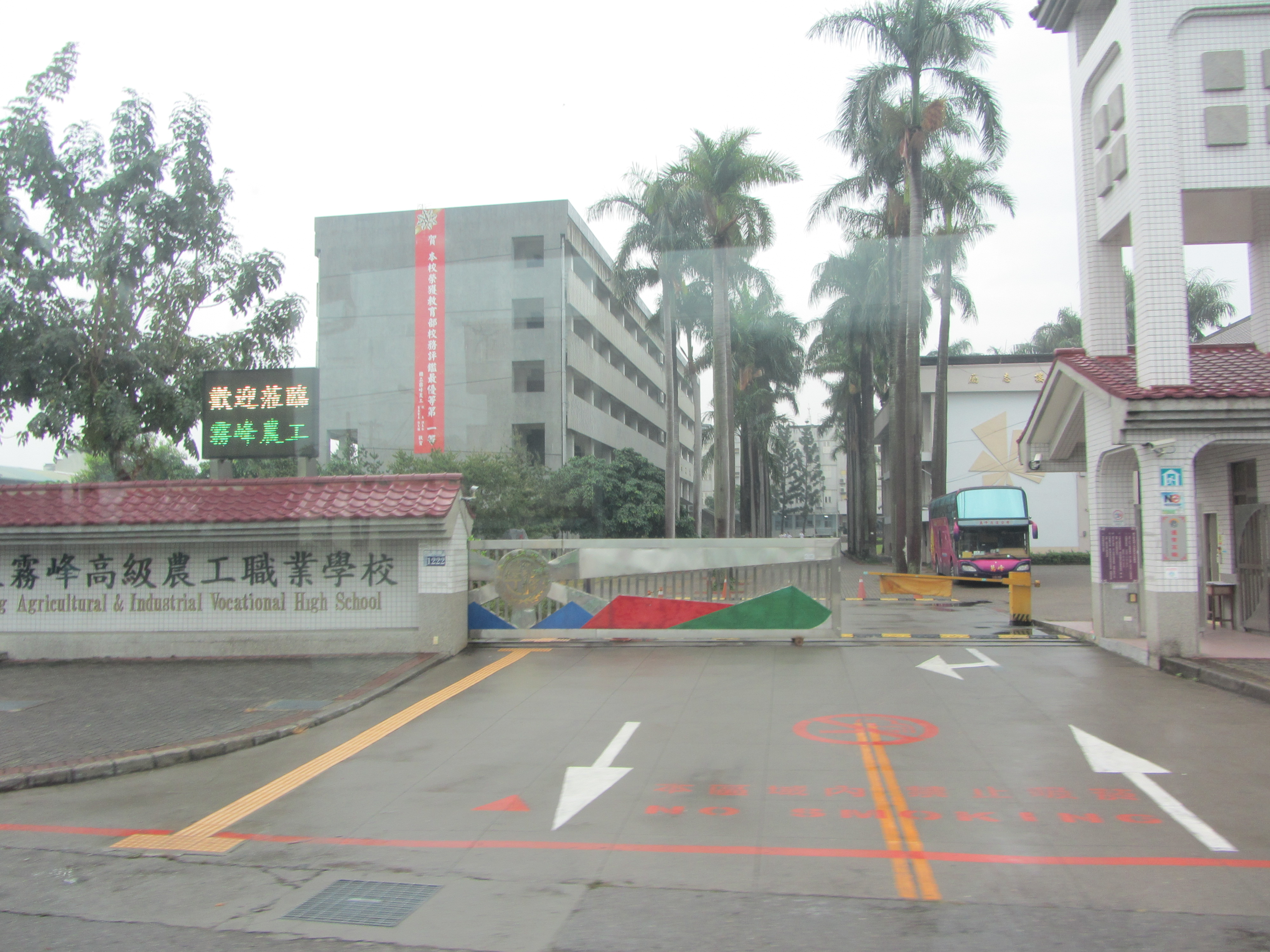
校門。

- 1955年9月創立，初名「臺中縣立霧峰初級農業職業學校」。
- 1957年，改為五年制農校。
- 1962年，增設高級部。
- 1968年8月1日，因應九年國民義務教育與省辦高中（職），縣市辦初中政策，改隸為「臺灣省立霧峰農業職業學校」，裁撤初級部。
- 1969年，增設機工科、電工科及電子科，改制為「臺灣省立霧峰高級農工職業學校」。為因應社會變遷與需求，將原農科合併並增設為農機科、園藝科、農村家政科及食品加工科。
- 1976年，機工科於增設輪調式建教合作班。
- 1979年8月，成立進修補習學校，設有機工科、電工科、電子設備修護科及食品加工科四科。
- 2000年2月，因應精省，改隸為「國立霧峰高級農工職業學校」，進修補習學校改名為進修學校。
- 2000年8月，家政科轉型為餐飲管理科，成為同時擁有農工商之高級中等學校。
- 2006年，為配合產業趨勢發展需求，將農機科轉型為汽車科。
- 2017年1月，因應直轄市國立中學改制，改為「臺中市立霧峰農業工業高級中等學校」。

## 歷任校長
1. 黃振漢：1954年9月－1954年12月
2. 陳秀夔：1955年1月－1974年7月
3. 劉慶廉：1974年8月－1975年7月
4. 沈征帆：1975年8月－1981年7月
5. 查顯球：1981年8月－1986年1月
6. 詹耀東：1986年2月－1997年7月
7. 練錫麟：1997年8月－2001年7月
8. 陳治廷：2001年8月－2002年1月
9. 黃運生：2002年2月－2009年7月
10. 洪玉水：2009年7月－2013年8月
11. 江耀宗：2013年8月－2020年8月
12. 廖本廷：2020年9月－現任

## 教學單位
- 汽車科
- 園藝科
- 電機科
- 電子科
- 機械科
- 機械建教班
- 餐飲管理科
- 食品加工科
- 綜合職能班

## 社團
| 技藝性社團 - 英文電影欣賞社 - 日本文化研究社 - 鋁線造型研究社 - 韓劇研究社 - 漫畫研究社 - 氣球造型社 - 創意研究社 - 語文賞析社 - 棋藝社 - 桌遊社 - 海鷗社 - 魔術社 | 康樂性社團 - 天使之翼歌唱社 - 熱門音樂社 - 吉他社 - 熱舞社 | 學術性社團 - 園藝技術研究社 - 食加技術研究社 - 機械技術研究社 - 自然科學研究社 - 汽機車研究社 - 程式設計社 | 藝術性社團 - 攝影生活美學社 - 烏克麗麗社 - 管樂社 | 體育性社團 - 直排輪社 - 排球社 - 桌球社 - 籃球社 - 羽球社 - 棒壘社 | 服務性社團 - 學生自治社 - 愛心志工社 - 黑衫童軍團 - 紫錐花社 |

## 傑出校友
- 何泗聰：前台中縣議會副議長。[1]
- 蔡榮祐：知名陶藝家，第二屆全國十大傑出青年。[2]
- 賴東進：全國十大傑出青年，著有其自傳《乞丐囝仔》。
- 邱坤財：全國十大傑出農戶。[3]
- 吳錫坤：總太地產董事長。[4]
- 鄧鴻吉：擁有400多項專利，多次代表臺灣參加德國紐倫堡世界發明展及美國匹茲堡世界發明展並獲得金牌首獎，[5]曾任第3.4屆國大代表，也曾涉及投資詐騙遭判刑。

## 外部連結
- 臺中市立霧峰高級農工職業學校 （页面存档备份，存于）